# 精琪
精琪或作精琦（1856年—1929年），原名杰里迈亚·惠普尔·詹克斯（英語：Jeremiah Whipple Jenks），美国政治经济学家、教育家，康奈尔大学教授。精琪曾在美国政府担任过各种职务，1907年至1914年间为美国国会联合移民委员会成员，曾主导了对美国移民状况的研究。

## 生平
1856年，精琪出生于美国密歇根州圣克莱尔。1978年，精琪从密歇根大学毕业，之后在伊利诺斯州的莫里斯山学院教书，同时学习法律。1881年，精琪取得密歇根的律师资格。后到德国留学，1885年在哈雷大学取得博士学位，导师为德国著名政治经学家约翰内斯·康拉德。